# I due superpiedi quasi piatti
I due superpiedi quasi piatti è un film del 1977 diretto da E.B. Clucher. È il nono dei 16 film interpretati dalla coppia Bud Spencer e Terence Hill.

## Trama
Wilbur e Matt sono due disoccupati che, nell'assolata Miami, si incontrano casualmente mentre cercano invano di sbarcare il lunario. I due, entrambi frustrati, provano a dare una svolta alle loro vite tentando una rapina. Tutto sembra essere pianificato nei minimi dettagli, ma il giorno del colpo sbagliano indirizzo ritrovandosi, ironia della sorte, in una stazione di polizia: per non destare sospetti, sono costretti controvoglia ad arruolarsi. Vista la situazione, Wilbur e Matt tentano in tutti i modi di farsi cacciare, invano, dal duro corso di addestramento dove il severo e arcigno capitano McBride prende a benvolere il furbo Matt, mentre mal sopporta Wilbur. Contro ogni pronostico, col tempo i due finiscono per diventare due validi poliziotti che, nonostante dei modi decisamente poco ortodossi, riescono a risolvere un misterioso caso di omicidio e a incastrare una banda di trafficanti di stupefacenti a esso collegata.

## Produzione

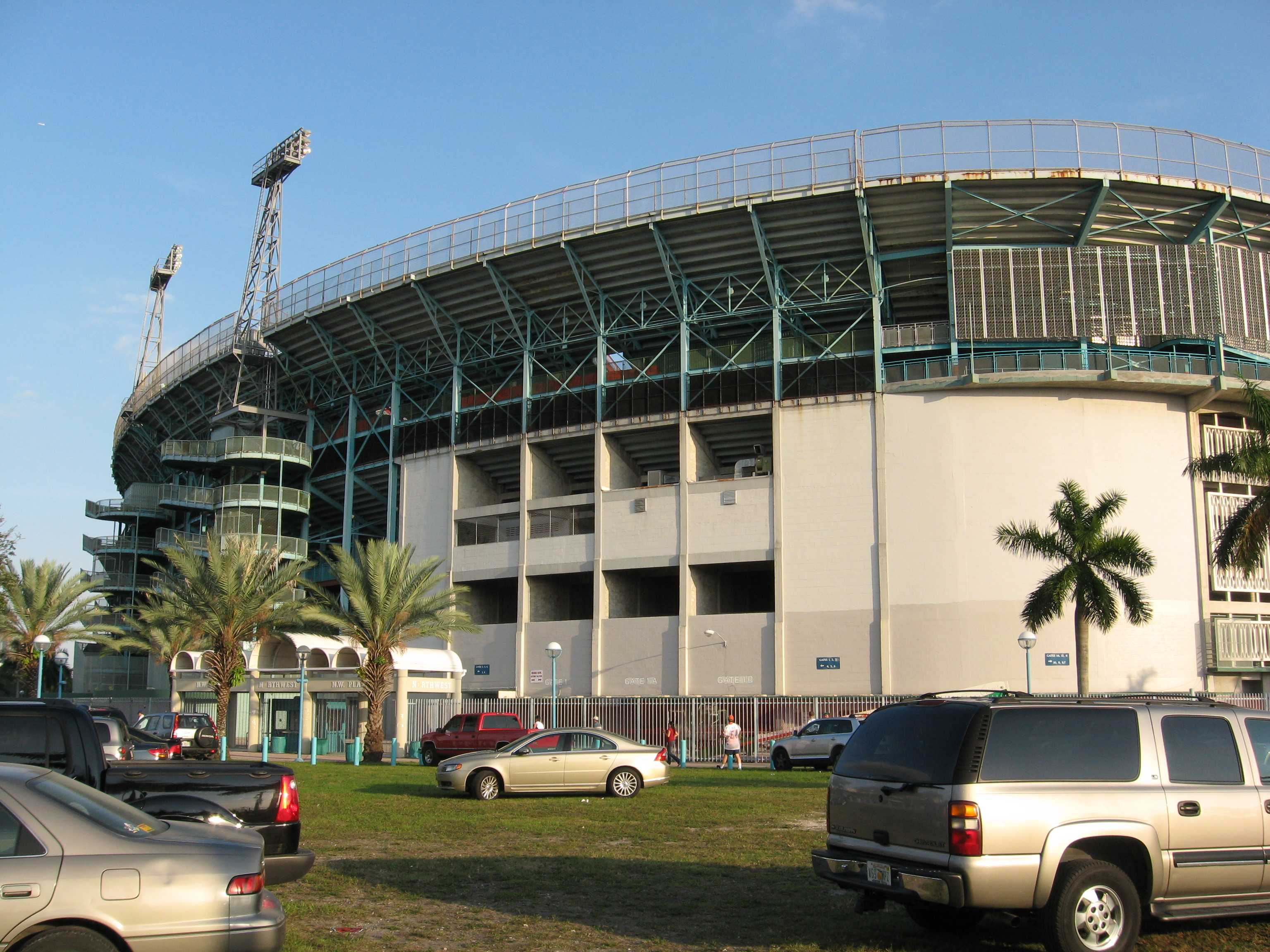
Il Miami Orange Bowl (demolito nel 2008), teatro della scazzottata tra Wilbur, Matt e la banda di "Geronimo".

Il film è stato girato quasi interamente nell'area metropolitana di Miami: tra queste sequenze, quella del primo incontro tra Wilbur e Matt, ripresa al molo di Port Everglades, e lo scontro tra la banda di "Geronimo" e i due poliziotti, filmato all'interno del Miami Orange Bowl. Solo due sequenze sono state girate in Italia: quella all'interno della villa della "Contessa Galina", nella realtà una residenza romana dell'Olgiata, e la scazzottata finale nella sala da bowling, ripresa in un esercizio di Milano.
Parlando ad anni di distanza della lavorazione del film, Bud Spencer ricordò che mentre lui e Terence Hill stavano girando una scena (con auto, armi e divise autentiche degli agenti statunitensi), lasciarono accesa la radio della polizia e sentirono che il comando stava avvertendo che due falsi agenti, armati, stavano girando per Miami con una vera auto del corpo. I due capirono che si stava parlando di loro, quindi uscirono dall'auto con le mani alzate prima che arrivassero le vere pattuglie, per paura che potessero sparargli addosso: questo accadde perché la polizia di Miami aveva dato l'assenso alla produzione per girare, ma quest'ultima non aveva specificato né in quali strade della città né come sarebbero state filmate le scene.

## Distribuzione
Il film è stato distribuito nelle sale italiane a partire dal 7 aprile 1977. Fu il secondo maggior successo al botteghino italiano nella stagione cinematografica 1976-77, dopo King Kong.

## Citazioni e riferimenti
- Mentre Wilbur e Matt stanno mangiando un hamburger, nel locale si può sentire la canzone Angels and Beans, colonna sonora del film Anche gli angeli mangiano fagioli (1973), con protagonisti lo stesso Bud Spencer e Giuliano Gemma; nella stessa scena, di seguito si può sentire un'altra canzone, Why is everyone so mad, colonna sonora della pellicola Anche gli angeli tirano di destro (1974) sempre con Gemma. Entrambi i film erano stati diretti da E.B. Clucher, e le musiche erano sempre di Guido e Maurizio De Angelis.
- Il tema principale del film sarà riutilizzato qualche anno dopo per una scena del film Banana Joe (1982), sempre con Spencer.[8]

## Riconoscimenti
- 1978 - Goldene Leinwand